# Anita Yvonne Stenberg
Anita Yvonne Stenberg (Drammen, 28 augustus 1992) is een Noorse wielrenster, die actief is in het baanwielrennen. Ze is meervoudig Noors kampioene op de baan. In 2020 behaalde ze een derde plaats op de puntenkoers tijdens de Wereldkampioenschappen baanwielrennen. In augustus 2021 nam ze namens Noorwegen deel aan de Olympische Spelen in Tokio; op het onderdeel omnium stond ze derde bij het ingaan van de afsluitende puntenkoers, maar ze eindigde als vijfde, omdat Kirsten Wild en Amalie Dideriksen meer punten behaalden. Op de Europese kampioenschappen baanwielrennen won ze in 2022 de scratch, in 2023 de puntenkoers en in 2024 het omnium.

## Palmares
| Jaar | NK                                                                                          | EK                    | WK          | Overige                      |
| ---- | ------------------------------------------------------------------------------------------- | --------------------- | ----------- | ---------------------------- |
| 2014 | 500m tijdrit, achtervolging, · sprint                                                       |                       |             |                              |
| 2015 | 500m tijdrit, achtervolging, · keirin, omnium, · puntenkoers, scratch, · sprint             |                       |             |                              |
| 2016 | 500m tijdrit, achtervolging, · keirin, omnium, · puntenkoers, scratch, · sprint             |                       |             |                              |
| 2017 | 500m tijdrit, achtervolging, · keirin, omnium, · puntenkoers, scratch, · sprint, afvalkoers |                       |             |                              |
| 2018 | 500m tijdrit, keirin, · sprint                                                              |                       |             |                              |
| 2019 | 500m tijdrit, achtervolging, · keirin, omnium, · puntenkoers, scratch, · sprint             |                       |             | WB Hongkong: scratch         |
| 2020 |                                                                                             |                       | puntenkoers |                              |
| 2021 | ombium, puntenkoers, · scratch, sprint                                                      |                       |             | Olympische Spelen: 5e omnium |
| 2022 |                                                                                             | scratch               |             |                              |
| 2023 |                                                                                             | puntenkoers           |             |                              |
| 2024 |                                                                                             | omnium, · puntenkoers | omnium      |                              |
| 2025 |                                                                                             | puntenkoers           |             |                              |